# Ruiny zboru kalwińskiego w Piaskach

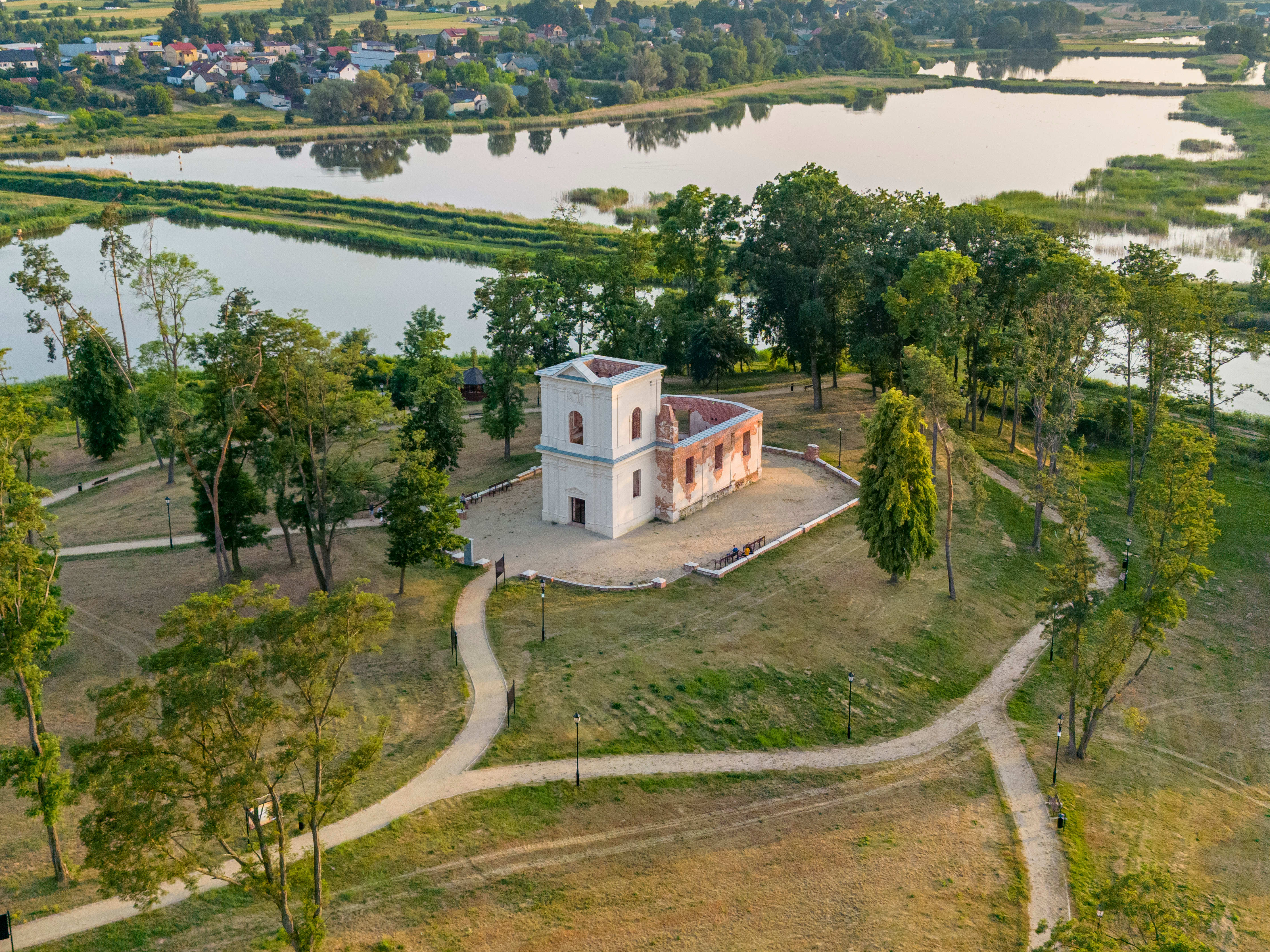
Ruiny zboru wkomponowane w park

Zbór kalwiński w Piaskach – dawny zbór kalwiński mieszczący się w mieście Piaski. Od końca XIX wieku w stanie ruiny.

## Historia
Zbór kalwiński w Piaskach powstał już w 1563 roku. W latach 1644–1649 wybudowano drewniany kościół, który popadł w ruinę, ponieważ aż do przywrócenia praw dysydentom w 1768, katolickie władze kościelne zabraniały go remontować.  W miejscu dawnego drewnianego kościoła w latach 1783–1785 został wybudowany nowy  w stylu barokowo-klasycystycznym z fundacji Teodora Suchodolskiego (1719–1796) wg. projektu Fryderyka Zilcherta. Położenie kamienia węgielnego nastąpiło 27 października 1783 roku. Powierzchnia nowego budynku wynosiła 207 metrów kwadratowych. 
Po 1819 nabożeństwa odbywały się już tylko sporadycznie, a w 1849 formalnie rozwiązano parafię kalwińską w mieście. Dawny budynek był już użytkowana bardzo rzadko. Już w 1899 świątynia nie posiadała stropu. 
Zachowały się fundamenty, mury zewnętrzne i wewnętrzne. Nie zachowały się stropy, konstrukcja dachowa, nakrycia dachu, wyposażenie oraz instalacje. W 2019 lokalne władze dokonały zabezpieczenia ruin, uprzątnięcia okolicy. Ruiny zboru zostały wkomponowane w park.

## Galeria

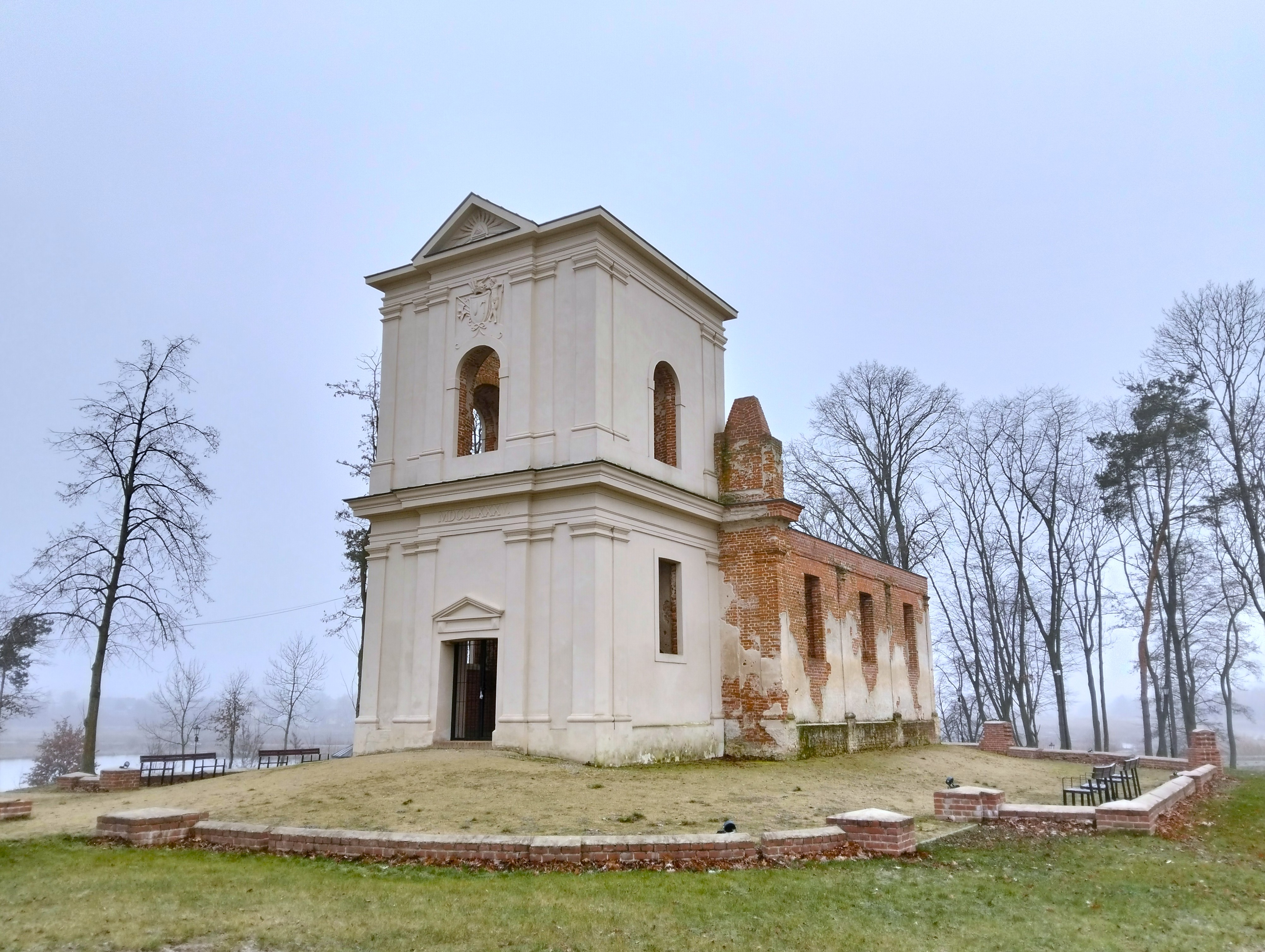
Widok ogólny
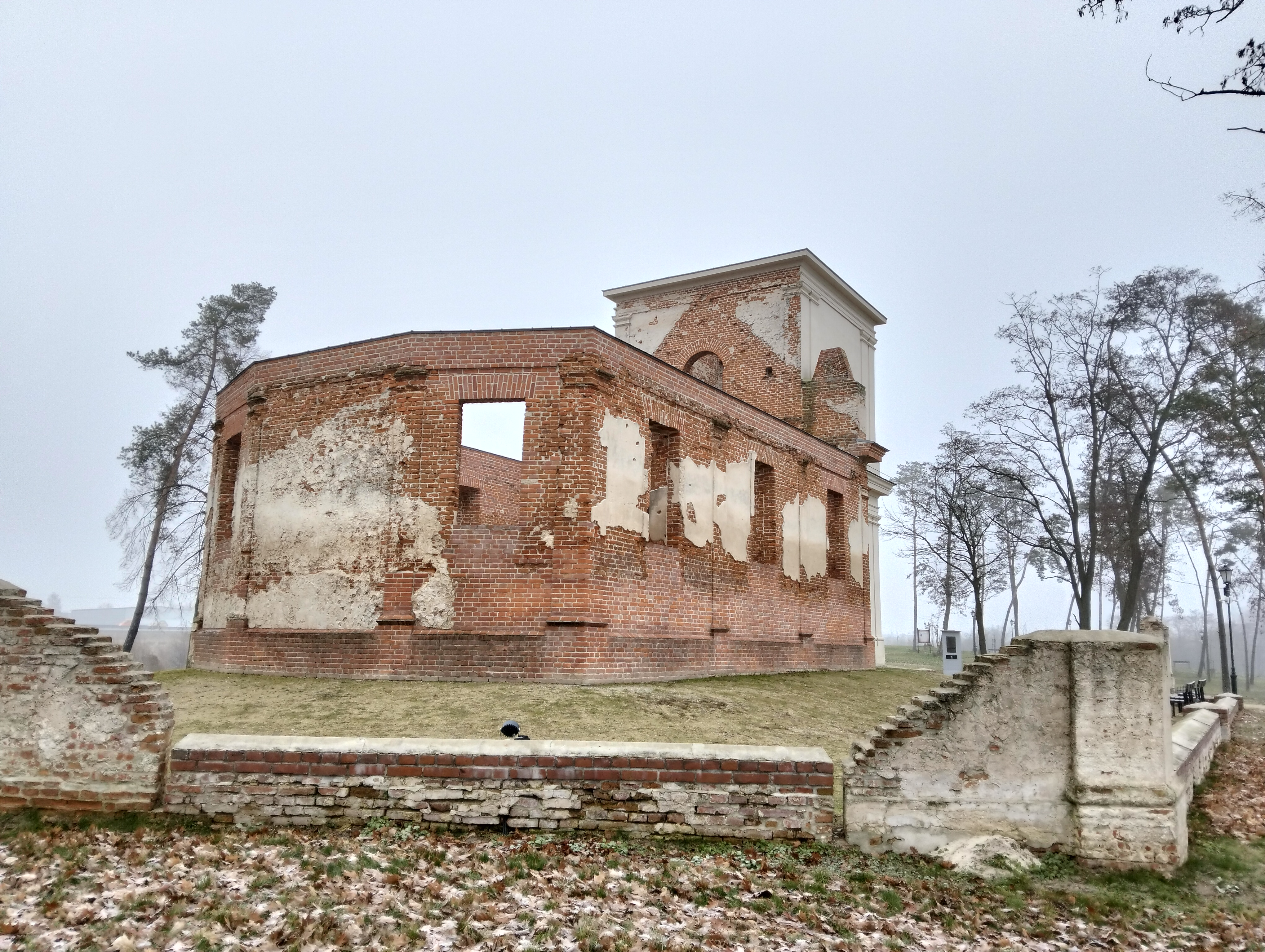
Widok od prezbiterium
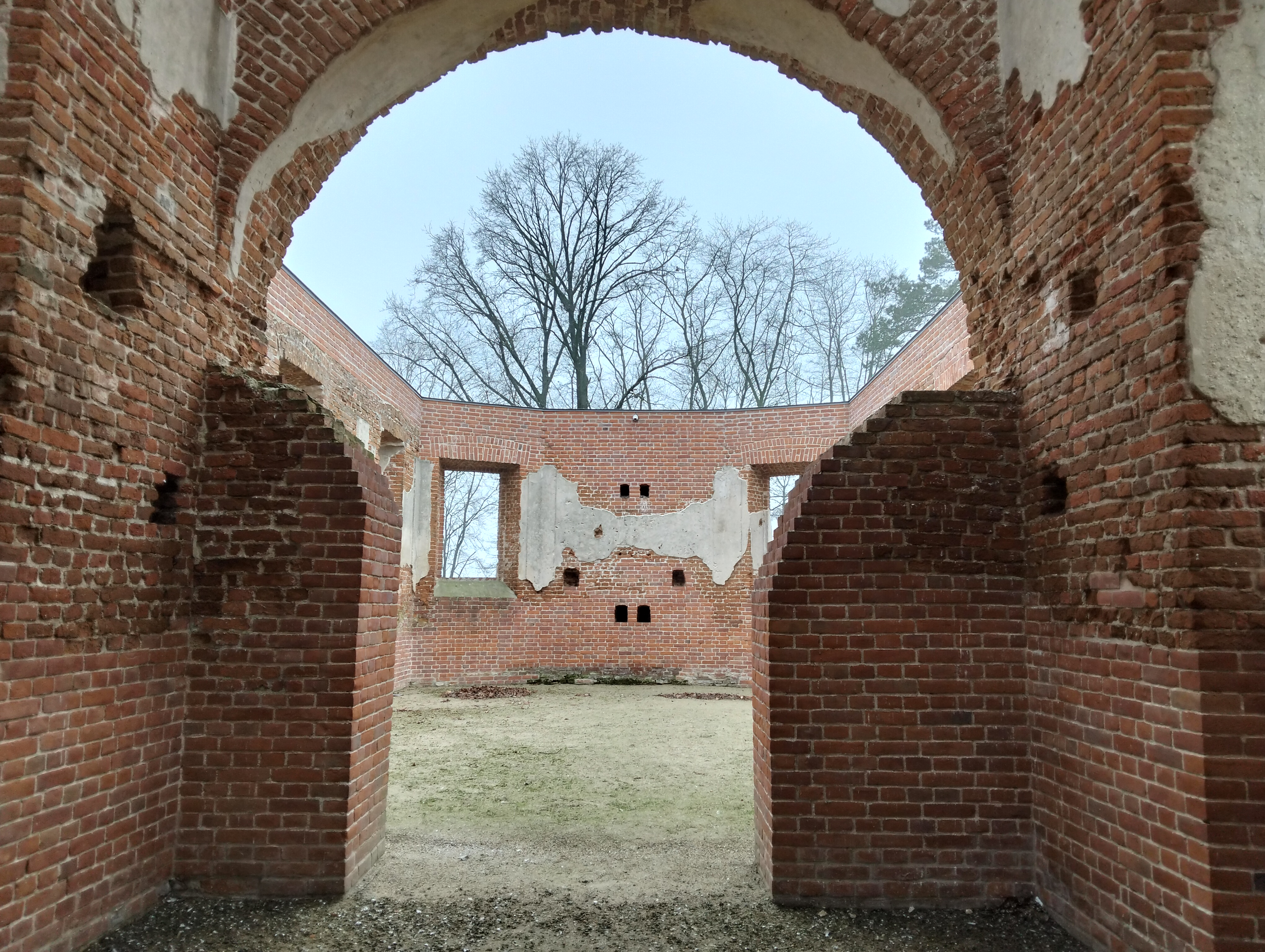
Wnętrze